# Мереја
Мереја (рус. Мерея; блр. Мярэя) река је која протиче преко територија источне Белорусије и западне Русије, односно преко Могиљовске и Витепске области у Белорусији Смоленске области у Русији.
Извире на око 6 km североисточно од града Горки, код села Логовино у Горкијском рејону Могиљовске области, тече у правцу север-североисток и улива се у реку Дњепар као лева притока источно од села Лоница на граници Дубровенског рејона Витепске и Красњенског рејона Смоленске области, као погранична река. Од укупно 67 km тока, 36 km тока (низводно од ушћа) је уједно и међународна граница између Белорусије и Руске Федерације. 
Најважније притоке су Лупа, Ректој, Свинаја и Добринка.